# Сен Етјен М1907
Сен Етјен модел 1907 (фр. St. Étienne Mle 1907), француски митраљез са почетка 20. века.

## Карактеристике
Сен Етјен је француски тешки митраљез конструисан 1907, коришћен у Првом и Другом светском рату. Митраљез ради на принципу позајмице барутних гасова, са ваздушним хлађењем. Због велике масе (преко 50 кг) овај митраљез се користио на троножном постољу. Пунио се металним редеником са 24 метка, а брзина гађања износила је 400—600 метака у минуту.